# Челант, Джермано
Джермано Челант (итал. Germano Celant; 11 сентября 1940, Генуя — 29 апреля 2020) — итальянский арт-критик и куратор.
В 1967 году ввёл термин «бедное искусство» (arte povera) применительно к направлению в итальянском искусстве, а также автор ряда книг об этом направлении. Главный куратор Музея современного искусства Соломона Р. Гуггенхайма, куратор 47-й Венецианской биеннале. Главный редактор нью-йоркских журналов «Арт Форум» и «Интервью». Обозреватель итальянского журнала «L´Espresso». 

## Кураторская работа
- 1982 — содиректор «Документы 7»
- 1994 — куратор первой ретроспективной выставки Кейта Харинга и Кастелло ди Риволи, Рим (специальный показ выставки проходил в Гамбурге, Тель-Авиве, Мадриде и Сиднее)
- 1994 — куратор ретроспективной выставки Луизы Невельсон, Палаццо Эспозиционе, Рим
- 1995 — куратор первой крупной ретроспективной выставки Класа Ольденбурга (Вашингтонская Национальная галерея, Лос-Анджелес, Нью-Йорк, Бонн, Лондон)
- 1995 — куратор выставки Джоеля-Питера Уиткина и Кастелло ди Риволи, музей Соломона Р. Гуггенхайма, Нью-Йорк
- 1996 — художественный директор первой Флорентийской биеннале. (вместе с Ингрид Сиши и Луиджи Сеттембрини)
- с 1996 — художественный руководитель «Фондационе Прада», Милан
- 1997 — главный куратор 47-й Венецианской Биеннале
- 2001 — куратор Бразильского павильона на 49-й Венецианской Биеннале.
- [7]2018  — куратор выставки итальянских футуристов "Post Zang Tumb Tuuum. Искусство Жизнь Политика: Италия 1918–1943" фонда Прада

## Книги и публикации
- Celant G. Notes for a Guerilla //Flash art, 1967
- Celant G. Arte Povera. N.Y., 1969;
- Celant G. Mario Merz. N.Y., 1989;
- Celant G. Michelangelo Pistoletto. N.Y., 1989.